# Tri-radial cairn

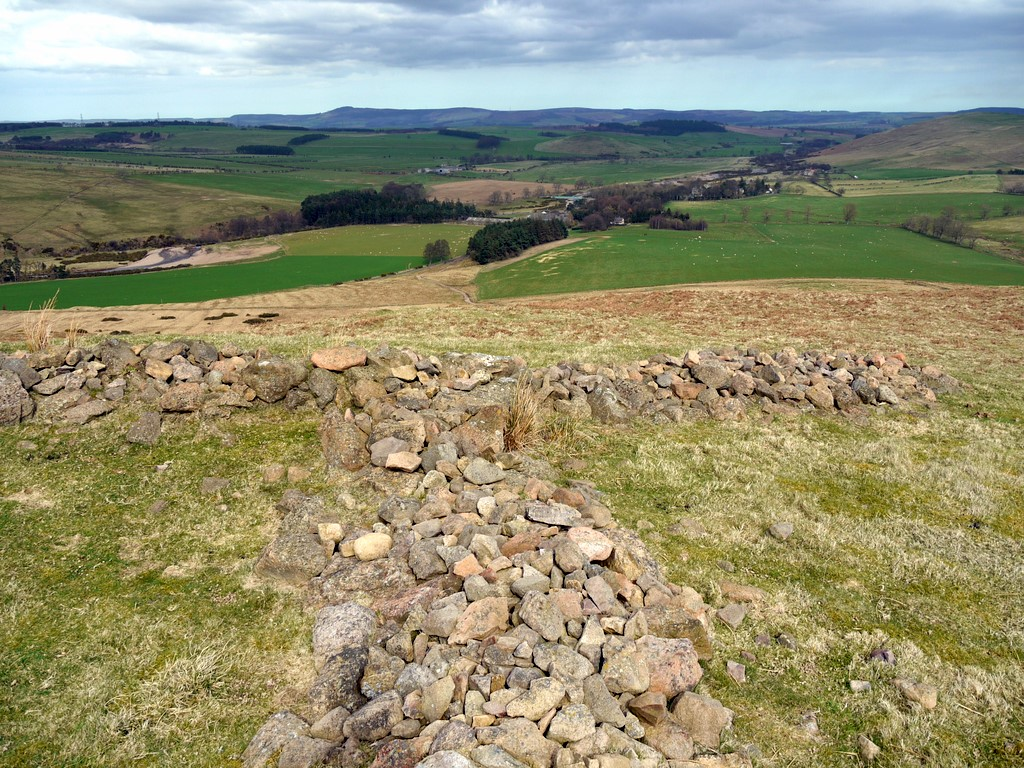
Tri-radial cairn Turf Knowe

Der Tri-radial cairn ist die in den Mooren Nordenglands gefundene Version des skandinavischen Treudd. Der bronzezeitliche Tri-radial cairn besteht aus drei radialen Steinarmen, die in der Regel nicht mehr als sechs Meter lang und einen halben Meter hoch sind. Über 20 Beispiele sind bekannt, mit einer Konzentration von acht (z. B. ERA-1280; Beckensall 576; oder East Lordenshaw 4j) in der Nähe des Lordenshaw Hillfort in Whitton südlich von Rothbury in Northumberland. Der Erhaltungsgrad der Cairns variiert.
Das Lordenshaw-Gebiet bietet eine Ansammlung von Cairns. Sie befinden sich vornehmlich östlich und nordöstlich des Hillforts. Die Cairns sind aus Erde und Schotter, enthalten aber auch Steine im Verband der Hügel. Zwei haben einen Randsteinring, während bei einem Paar, das im 19. Jahrhundert ausgegraben wurde, festgestellt wurde, dass es sterbliche Überreste enthielt. Alle Cairns der Gruppe sind von ähnlicher Größe, haben einen Durchmesser von 7 bis 8 Metern und variieren in der Höhe von weniger als einem halben Meter bis zu einem Meter.